# 巴拉肯區
巴拉肯區是阿塞拜疆的一個區，位於該國西北部，西為格魯吉亞 （當地有公路和鐵路連接格魯吉亞的拉戈代希），東為俄羅斯達吉斯坦共和國。北界高加索山脈。面積約920平方公里，人口83,732人。首府巴拉肯。